# Beretta M1935
A Beretta M1935 é uma pistola compacta produzida pela Beretta, no calibre .32 ACP.

## História
No início dos anos 30, o Exército Real Italiano havia testado a Walther PP, que havia impressionado os oficiais italianos. A Beretta, com a intenção de não perder um contrato grande com o Exército, desenvolveu e produziu uma versão compacta da M1934, no calibre .32 ACP. A M1935 foi aceita pelo Exército em 1937.

## Características
A M1935 é uma pistola semi automática de ação simples, operada por recuo de massas (blowback) que dispara munições no calibre .32 ACP. Ela é construída em aço carbono com punho de plástico e é equipada com um seletor de segurança na armação, que serve também de alavanca de desmontagem e retém do ferrolho. Quando o último tiro é disparado, o ferrolho é mantido aberto por um retém no carregador. O carregador tem capacidade de 8 disparos.

## Operadores
- Alemanha Nazista;[3]
- Finlândia;[3]
- Itália;[3]
- Japão[4]